# Dante Parini
Dante Parini (né à Milan le 21 novembre 1890 et mort à Milan le 11 avril 1969), est un sculpteur italien.

## Biographie
Parini a étudié à l'Académie des beaux-arts de Brera sous la direction de Enrico Butti.
Il est principalement un sculpteur de monuments aux morts des guerres mondiales et des tombes de personnalités.
Certaines de ses œuvres se trouvent au Cimetière monumental de Milan.
Au cours de sa vie, il a participé à plusieurs expositions internationales .
En 1924, il reçoit le diplôme de membre honoraire de l'Académie des beaux-arts de Brera.
En plus de sa ville natale Milan, il a eu une relation très étroite avec Brusimpiano, où il a été maire à la fin de la Seconde Guerre mondiale.

## Prix
- La ville de Brusimpiano (Varese), a consacré le titrage d'une rue du centre-ville principale: Via Dante Parini.
- La ville de Varese lui sur le titrage d'une école d'élève du secondaire.
- L'Académie des beaux-arts de Brera lui a décerné le titre de diplôme de membre honoraire.

## Œuvres
- Fontaine-Monument aux morts, à la mémoire de Niguarda Fallen (1924), Piazza Gran Paradiso, Milan.
- Monument en mémoire de Tarquinia Fallen, (1924).
- Memorial, monument aux morts de Induno Olona (1924).
- Memorial, monument aux morts de Brusimpiano, sculpture en cuivre sur base en pierre, (1924).
- Portrait de Blanche Marie Visconti, buste en marbre, Collections de l'art Ospedale Maggiore Milan (1941), 53 cm x 37 cm x 73 cm [5].
- Monument sépulcral - Monument Biotti Natoli, Fonderia Artistica Battaglia, Cimetière monumental de Milan.
- Monument sépulcral - Monument Pini Defendini, la gélatine au bromure d'argent / papier, Cimetière monumental de Milan, 1925-1940, 18 x 24.